# Four Thirteen
Four Thirteen è un cortometraggio muto del 1914 diretto da Ralph Ince.

## Produzione
Il film fu prodotto dalla Vitagraph Company of America come Broadway Star.

## Distribuzione
Distribuito dalla General Film Company, il film - un cortometraggio in tre bobine - uscì nelle sale cinematografiche statunitensi il 21 settembre 1914.